# Буянг (язык)
Буянг (кит. 布央) — язык кадайской группы.
Этническая группа имеет самоназвание пу(о)янг puo11 ʔjaŋ42.

## Географическое распределение
Пуянг расселены в восьми деревнях волости Гула уезда Фунин (юго-восток пров. Юньнань):
- Ланцзя 郎架 (< чжуан laːŋ35 tɕaːi31 ‘сухие ростки бамбука’)
- Эцунь 峨村
- Дугань 度干
- Чжэлун 者龙
- Нада 那达
- Лунна 龙纳
- Магуань 马贯
- Няньлан 念郎

Эти деревни известны как «восемь деревень буянг» (кит. 布央八寨 Buyang Bazhai).
Имеется ок. 1 тыс. говорящих. По сведениям информантов пуянг, у них есть родственники в Лаосе в пров. Пхонгсали, расположенной между пров. Юньнань и Северным Вьетнамом.